# مایکل بریک
مایکل بریک (انگلیسی: Michael Brake؛ زادهٔ ۲۲ اکتبر ۱۹۹۴) قایقران روئینگ اهل نیوزیلند است.
وی در مسابقات کشوری و بین‌المللی در مجموع برندهٔ ۱ مدال نقره شده‌است.